# У Чжо-лю
У Чжо-лю (настоящее имя У Цзяньтянь; кит. трад. 吳濁流, пиньинь Wú Zhuóliú, палл. У Чжолю; 28 июня 1900, Синьпу, Тайвань, Японская империя — 7 октября 1976, Тайбэй) — тайваньский писатель, известный журналист, по происхождению хакка. В литературоведении его часто называют «самым красноречивым свидетелем истории». Многие из его произведений были первоначально написаны на японском языке. Посвятил свою жизнь и средства распространению тайваньской литературы, был провозглашен «поэтом из железа и крови».

## Биография

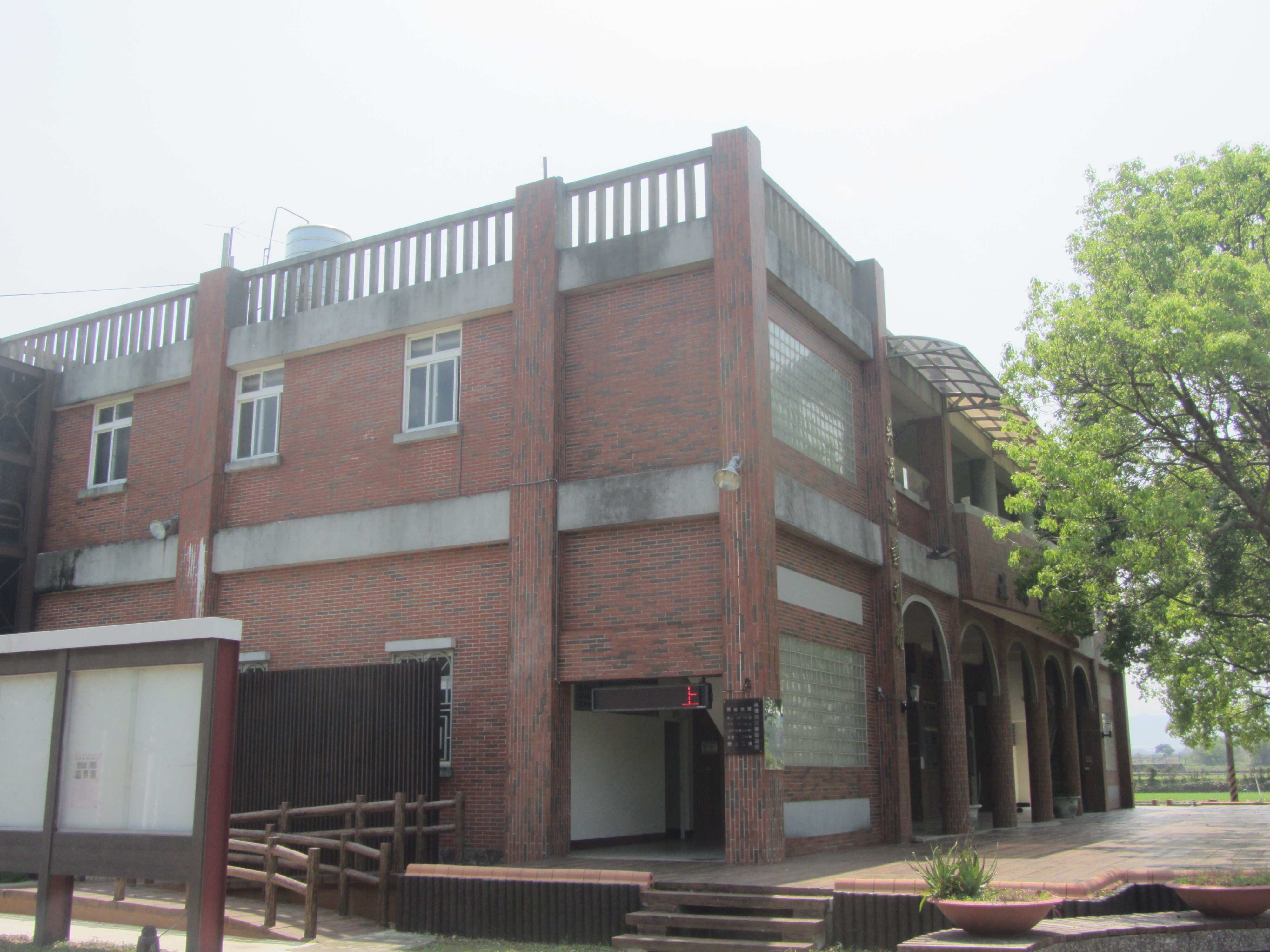
Зал искусства и культуры имени У Чжо-лю

Родом из уезда Синьпу в 60 км к юго-западу от Тайбэя. Его дед, У Фансинь, был известным поэтом-традиционалистом. У Чжо-лю начал со стандартного китайского образования, однако Тайвань находился под властью Японии, поэтому большая часть учебы проходила на японском языке. В 1916 году он был принят в колледж при японском генерал-губернаторстве, в котором обучение проходило на китайском языке. В 1919 году он впервые посетил Японию во время экскурсии, которая длилась 18 дней — по воспоминаниям писателя, для него эта поездка стала настоящим откровением . Окончив школу в 1920 году, он начал работать школьным учителем.
После публикации статьи под названием «Школа и автономия» японские власти заподозрили его в радикализме, и У Чжо-лю был переведен в деревенскую школу в уезде Мяоли. В 1927 году он вступил в поэтическую группу Лишэ, которая воспитала некоторых из самых известных современных поэтов Тайваня. Десять лет спустя ему удалось добиться назначения на должность завуча в одной из школ, но в 1940 году после инцидента, в котором местные тайваньские учителя были оскорблены японскими властями, в знак протеста уволился.
В 1941 году У Чжо-лю отправился в Китай, где работал репортером в Нанкине в редакции столичной газеты Mainland News (大陸新聞). Он пробыл в Китае 15 месяцев, после чего вернулся домой в 1943 году и несколько лет работал в газете Taiwan Daily news (台灣日日新報). Этот опыт странствий и поисков послужил источником вдохновения для его самого известного произведения — романа «Сирота Азии» (1945), полуавтобиографического повествования о жизни вымышленного главного героя по имени Ху Таймин в период колониального правления Японии на Тайване. В романе подчеркивается двусмысленность и напряженность, присущая самоощущению тайваньцев в тот исторический период. Роман «Сирота Азии» считается ключевым текстом художественной литературы на тему тайваньской идентичности. Также большой известностью пользуется автобиографическое произведение «Фиговое дерево» (無花果, 1967).
После войны он продолжил свою журналистскую работу в редакции газеты People’s Daily (民報), но политические репрессии, последовавшие за инцидентом 28 февраля 1947 года, вынудили его на семь лет отказаться от журналистики. В то время он занимал должность директора училища Датун.
В 1964 году У Чжо-лю был одним из основателей журнала «Тайваньская литература и искусство» (臺灣文藝), который поддерживал молодых начинающих писателей Тайваня. Однако в то время подчеркивание тайваньской идентичности все еще было политически спорным, и власти оказывали давление, чтобы он исключил слово «Тайвань» из названия журнала. На это У возразил: «Я хочу продвигать местную тайваньскую литературу и искусство. Отбросьте „Тайвань“ [из названия], и вся затея потеряет смысл». В конце концов название журнала осталось прежним.
В 1969 году на деньги из собственной пенсии У Чжо-лю учредил Тайваньскую литературную премию (台灣文學獎), позже переименованную в Литературную премию У Чжо-лю. По сей день она остается одной из самых престижных литературных премий Тайваня.
Он умер в 1976 году после непродолжительной болезни.

## Память
В 2003 году в городке Сиху уезда Мяоли был основан литературный музей У Чжо-лю в ознаменование литературного вклада хакка в тайваньскую литературу, который затем был расширен и переименован в «Зал искусства и культуры имени У Чжо-лю».
Министерство культуры Тайваня в 2017 году запустило серию «Время чтения II» — кинематографическую адаптацию рассказов писателей Ван Чэньхо, Ван Тинкуо, Ли Вэйцзина и У Чжо-лю.
Тайваньского писателя часто называют «поэтом из железа и крови» за постоянство и усилия в продвижении тайваньской литературы.

## Сочинения
- Wu Zhuoliu. Orphan of Asia = アジアの孤児 (яп.). — Tōkyō: 一二三書房, 1956.
- Wu Zhuoliu. Orphan of Asia (англ.) / trans. Mentzas Ioannis. — New York: Columbia University Press, 2008. — ISBN 9780231137263.
- Wu Zhuoliu. У ха го = 無花果 (кит.). — Taipei: 林白出版社, 1970.
- Wu Zhuoliu. The Fig Tree: Memoirs of a Taiwanese Patriot (англ.) / tr. Hunter Duncan. — Bloomington: AuthorHouse, 2002. — ISBN 9781403321503.